# Hilda Hongell
Hilda Elisabeth Hongell (geboren als Hilda Elisabeth Sjöblom, Mariehamn, 16 januari 1867 – Kokkola, 10 juni 1952) was de eerste vrouwelijke bouwmeester (byggmästare) van Finland. Ten onrechte wordt ze ook wel beschouwd als de eerste vrouwelijke Finse architect, maar die eer komt Signe Hornborg toe, die een jaar eerder dan Hongell de eerste gekwalificeerde vrouwelijke architect ter wereld werd. Ze ontwierp honderden beroemde gebouwen in haar geboortestad Mariehamn, de toen kersverse en snel groeiende hoofdstad van Åland, vooral in het laatste decennium van de 19e eeuw. Haar beroemdste gebouwen die nog bewaard zijn gebleven, liggen langs Södragatan in Mariehamn.

## Levensloop
Hilda's ouders, Johan en Anna Sjöblom, behoorden tot de eerste gezinnen die na de stichting van Mariehamn in 1861 in die plaats gingen wonen. Vader Johan was loods-overste, en hij was daarnaast actief in het lokale bestuur en ontwierp ook bouwtekeningen voor klanten in Mariehamn. Hilda ging in 1874 naar de volksschool van Mariehamn, die net dat jaar was opgericht. Daarna volgde ze particuliere vervolgopleidingen. Op haar 18-jarige leeftijd werd ze al aangesteld als leraar op de volksschool en daarnaast was ze ook als organist in de parochie.
Tijdens haar tienerjaren was ze al betrokken bij het werk van haar vader om bouwtekeningen te maken en geleidelijk nam ze daarin steeds meer verantwoordelijkheid, ondanks dat ze uit naam van haar vader werden uitgegeven. Toen haar vader in 1888 overleed, bleef Hilda deze opdrachten aannemen en uitvoeren. Haar eerste getekende tekening is gedateerd in 1889. In de herfst van 1891 werd zij aangenomen als buitengewoon student aan de technische hogeschool van Helsinki. Het jaar daarop veranderde haar status in 'gewoon student' en zo kon ze deelnemen aan examens en als eerste vrouw afstuderen als 'bouwmeester' ('byggmästare'); een titel die kort daarvoor was ingevoerd nadat het gildensysteem was afgeschaft.
In de jaren 1890 was er in Mariehamn een grote bouwactiviteit. Sinds de nieuwe stad als badplaats werd gepromoot, werd er een grote inspanning gedaan om de omgeving aan te passen aan de verwachtingen van de toeristen. Zo hoopte men de kwakkelende economie uit het slop te trekken. Hongell had het vermogen om de smaak en wensen van de lokale bevolking en die van toeristen op elkaar af te stemmen.
Na de technische hogeschool bleef zij verder studeren, onder meer bij de Finse vereniging voor kunstnijverheid, en deels aan de Academie voor Schone Kunsten, ontwerp en architectuur. Tussendoor werkte ze als docent beeldende kunsten aan een middelbare school in Mariehamn. In 1896 was ze werkzaam als technisch tekenaar bij Elia Heikel en het architectenbureau van Selim A Lindqvist in Helsinki.
Op de school waar ze les gaf, ontmoette ze haar toekomstige echtgenoot: Sanfrid Hongell. Het echtpaar trok in 1897 naar Helsinki als stedenbouwkundige. Aanvankelijk had ze een joint venture samen met haar man: S & H Hongell. De enige tekening met de handtekening van dat bedrijf die bewaard gebleven is, is die van een badhuis in Helsinki.
In 1898 werd het eerste kind van het echtpaar geboren, maar tegelijkertijd bleven opdrachten uit Mariehamn binnenkomen. Nadat in 1900 het tweede kind werd geboren, begon het aantal opdrachten af te nemen. In het eerste decennium van de twintigste eeuw kreeg zij nog slechts tien opdrachten van Mariehamn en de laatste bekende opdracht was een ontwerp voor een stadsplattegrond uit 1912. In totaal kreeg het echtpaar Hongell zes kinderen, van wie hun zoon Göran Hongell (1902–1973) de meeste bekendheid genoot, als ontwerper van sierglaswerk bij de Iittala-glasfabriek.

## Architectuur

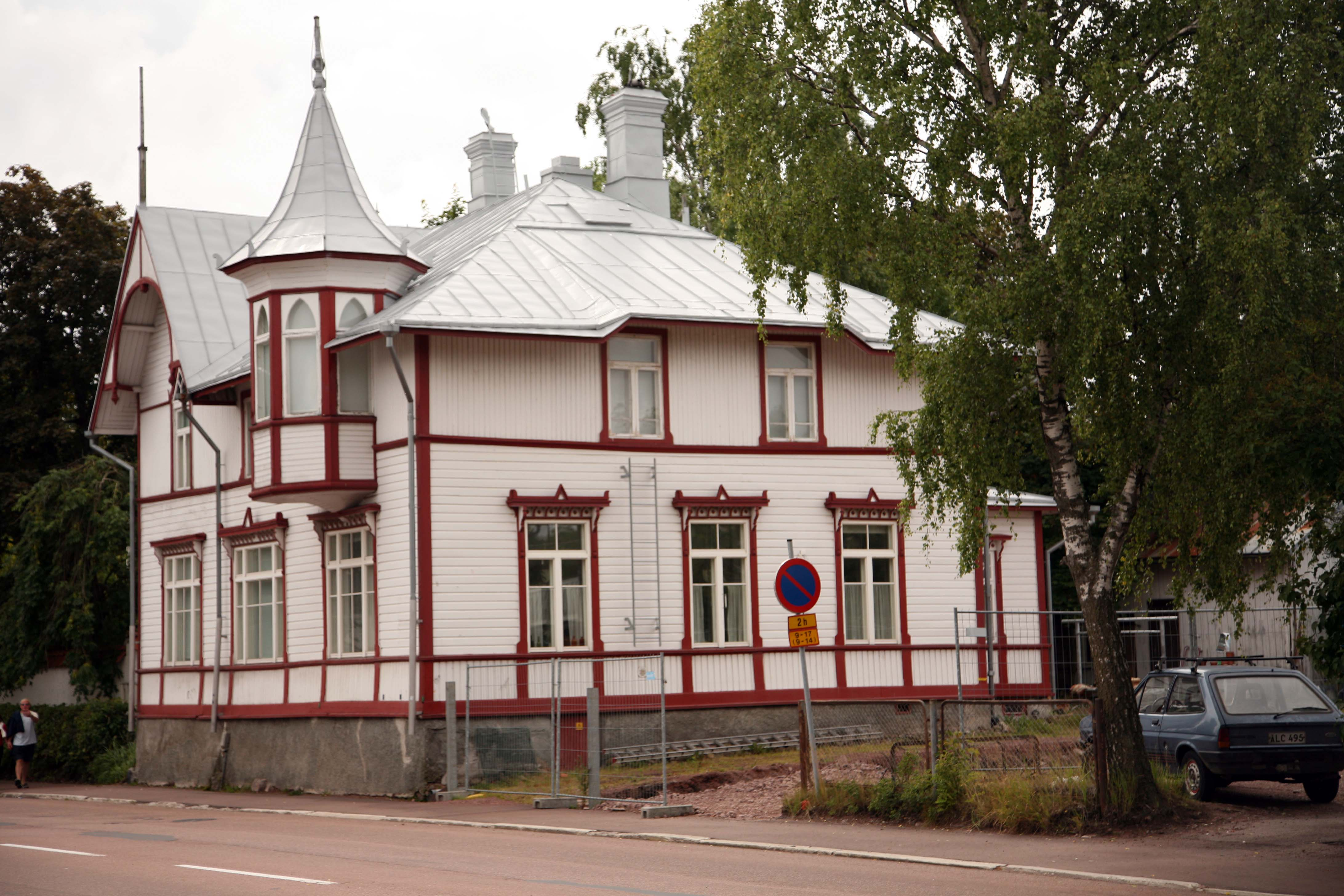
Typisch voorbeeld van een villa ontworpen door Hongell, uit 1897, Mariehamn.

De vroegste tekeningen van Hongell werden gekenmerkt door een traditionele bouwstijl, waarin ze voortborduurde op bestaande ontwerpen. Het waren vaak kleine eenvoudige houten huizen. Maar bij het ontwerp van een badhuis in 1889 werden de ontwerpen technischer en meer gedecoreerd.
Nadat ze de opleiding in Helsinki had afgerond, ontwikkelden zowel haar stijl als de techniek zich snel. Medio jaren 1890 paste ze haar stijl verder aan aan de komst en wensen van toeristen, en ontwikkelde ze een karakteristieke stijl voor villa's met invloeden uit de neorenaissance en chaletstijl. De gebouwen kregen onregelmatige plattegronden met allerlei gedecoreerde uitbouwen, veranda's en balkons. In het eerste decennium van de twintigste eeuw werd haar stijl wat soberder en minder gedetailleerd. De laatste bouwtekening uit 1912 toont een duidelijke jugendstil-invloed.
In totaal heeft Hongell 98 gebouwen in Mariehamn ontworpen; voornamelijk villa's en boerderijen. Heden ten dage zijn daar nog ongeveer 44 gebouwen van over.

## Tentoonstelling
In de zomer van 2007 was er in Helsinki een tentoonstelling van het werk van Hongell, samen met dat van haar tijdgenoot en collega Lars Sonck, genaamd "De oude architectuur van Mariehamn".
- International Standard Name Identifier: 0000 0003 9465 0508
- Library of Congress Control Number: n2013048093
- Système universitaire de documentation: 159699320
- Virtual International Authority File: 289182472
- WorldCat: E39PBJv4gtdXCCRtdh78wbM773